# Pinner Green
Pinner Green est une zone anglaise située au nord-ouest de Londres, dans le borough londonien de Harrow.